# Cilicaeopsis halei
Cilicaeopsis halei là một loài chân đều trong họ Sphaeromatidae. Loài này được Baker mô tả khoa học năm 1926.